# Червен ангъч
Червеният ангъч (Tadorna ferruginea), наричан още ръждив ангъч и червен килифар, е сравнително едра птица от семейство Патицови (Anatidae), разред Гъскоподобни (Anseriformes).

## Физически характеристики
Теглото му варира между 1,2 и 1,6 kg. Ходи добре по земя, плува добре, но рядко се гмурка. Лети бързо, полетът е шумен и издава звук, подобен на „анг, анг“, откъдето носи името си.
Мъжките птици са с ръждивожълта глава и предна част на шията, тъмноръждив врат с тесен черен пръстен. Горната страна на тялото е ръждивочервена. Маховите пера, опашката, човката и краката са черни.
Женските са подобни на мъжките, без черен пръстен в основата на врата, като цяло оперението на главата ѝ е по-светло, страните ѝ са почти бели.

## Разпространение
Прелетна птица, среща се в равнините на Европа (включително и България) и Азия. Предпочита широки и открити местности. Населява различни типове водни басейни, но предпочита предимно откритите и без много подводна растителност. Често се среща и в соленоводни басейни, но не чак колкото белия ангъч. Избягва гористите местности.
В България гнезди по река Дунав и Черноморието, рядко в Добруджа и Лудогорието. Рядко зимува в страната.

## Начин на живот и хранене
Червеният ангъч се храни с храна, както от животински, така и от растителен произход. Търси храната си на сушата или във водата. На пролет се храни предимно с покълнали растения и семена, лятото преминава на насекоми и дребни безгръбначни, а есента навестява селскостопанските площи и преминава на зърнени култури, при липса на такива се продължава да се храни с дребни безгръбначни, но прибавя към диетата си и водни растения.
По-голяма част от времето червеният ангъч се държи по двойки.

## Размножаване
Гнездото обикновено се намира далеч от водоемите на около 2–5 km, но не е рядкост и на 10 km. Подобно на белия ангъч, предпочита да строи гнездото си в дупки в земята, използвайки изоставени от язовци и лисици дупки; също така гнезди и в дупки по дърветата, понякога на височина 10 m. Описани са случаи, когато е гнездил и на покриви на сгради.
Моногамна птица, водеща роля в голяма степен има женската, която избира мъжкаря по време на сватбения период. Женската снася между 7 и 18 яйца, най-често около 14, които са с цвят на слонова кост. Мъти яйцата около 28-29 дни и когато малките се излюпят в края на май, се отглеждат поравно и от двамата родители.

## Природозащитен статус
Рядък за България вид включен в Червената книга на застрашените видове. Работи се по възстановяване на неговите популации. Успешно интродуциран в района на Хасково благодарение на усилията на Биологична експериментална база „Калимок“.